# Futaba (Fukushima)
Pour les articles homonymes, voir Futaba.
Futaba (双葉町, Futaba-machi) est un bourg japonais du district de Futaba, dans la préfecture de Fukushima, au Japon. Située sur la côte Pacifique, elle a été touchée, en mars 2011, par le séisme du Tōhoku. Mitoyenne de la centrale nucléaire de Fukushima Daiichi, la municipalité a été entièrement évacuée.

## Géographie

### Démographie
En 2003, la population de Futaba était estimée à 7 406 habitants avec une densité de population de 144,09 hab./km2. Le bourg couvre une surface de 51,40 km2.

## Histoire

### Accident nucléaire de Fukushima

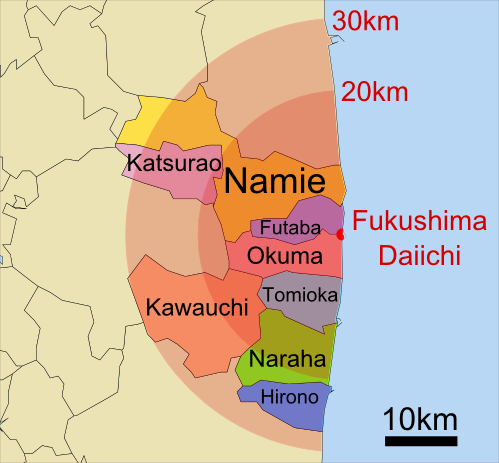
Situation de Futaba par rapport à Fukushima Daiichi.

La commune jouxte directement la centrale nucléaire de Fukushima Daiichi, dont elle accueille les tranches 5 et 6,. De plus, l'ensemble du territoire municipal est situé dans la zone d'exclusion nucléaire des 20 km. Elle a donc fait partie des premières communes à être évacuées à la suite de l'accident nucléaire de Fukushima,,.
La commune est fortement contaminée par les retombées de l'accident et il y subsiste une forte concentration surfacique en césium 134 et 137. La radioactivité mesurable en 2011 est très élevée par endroits, et le gouvernement japonais admet en août 2011 que les zones à proximité immédiate de la centrale seront probablement maintenues hors d'accès « pour une longue période, peut-être plusieurs décennies ».
Le 18 novembre 2011, le gouvernement japonais démarre des essais de décontamination dans plusieurs municipalités. La mairie de Futaba refuse de participer à ces tests car elle s'inquiète du problème du stockage des gravats radioactifs qui vont en découler.
Le 22 décembre 2011, le gouvernement japonais annonce son intention de redécouper la zone d'exclusion en trois aires, avec des statuts différents en fonction de leur niveau de radioactivité, ce qui permettrait le retour d'une partie des habitants. Cette annonce inquiète notamment les autorités d'Ōkuma et de Futaba, car une grande partie du territoire de ces communes sera probablement classée comme interdite au retour pour plusieurs années.
Le 28 décembre 2011, le ministre japonais de l'Environnement Gōshi Hosono demande aux autorités locales du district de Futaba qu'une décharge y soit aménagée à titre temporaire pour le stockage de la terre contaminée et des autres déchets radioactifs provenant des travaux de décontamination, probablement à Ōkuma ou à Futaba : « On trouve dans ce district de nombreuses zones où les doses annuelles de radiations vont dépasser 100 millisieverts, et il va être difficile d'y abaisser les niveaux de radioactivité par des méthodes conventionnelles ». Le maire de Futaba, Katsutaka Idogawa, refuse, considérant que la construction d'une telle décharge dans sa municipalité rendrait impossible le retour des habitants, et ne se présente pas aux négociations entre autorités locales et gouvernement qui débutent le 12 janvier 2012.
Le 4 mars 2020, à la suite d'importants travaux de décontamination, le gouvernement japonais lève partiellement les restrictions qui touchaient Futaba, autorisant des ouvriers à y résider. Mais les anciens habitants ne seraient autorisées à revenir sur le site qu'à partir de 2022.
Le musée mémorial du Grand tremblement de terre de l'Est du Japon et de l’accident nucléaire de Fukushima (東日本大震災・原子力災害伝承館), et le Futaba Business Incubation and Community Center (F-BICC) ouvrent en automne 2020. La mairie rouvre le 5 septembre 2022, et les anciens résidents peuvent regagner la ville pour la première fois à partir du 1er octobre 2022, 25 nouvelles habitations sociales ayant été construites à côté de la gare.